# Комплекс з виробництва добрив у Парадіп (PPL)
Комплекс з виробництва добрив у Парадіп (PPL) – потужний виробничий майданчик, який діє у штаті Одіша в районі порту Парадіп та належить компанії Paradeep Phosphates Limited.
Майданчик почав свою роботу у 1986 році із запуску виробництва комплексного азотно-фосфорного добрива – діамонійфосфату. Первісно завод працював лише на привізних напівфабрикатах, проте вже у 1992-му тут ввели в дію ділянку з випуску фосфорної кислоти потужністю 225 тисяч тон на рік. Зазначену кислоту отримують шляхом обробки імпортованих фосфатів (Індія практично не володіє родовищами цієї корисної копалини) сульфатною кислотою, при цьому того ж 1992-го запустили і виробництво сульфатної кислоти потужністю 660 тисяч тон на рік. 
Окрім фосфатів завод імпортує аміак (другий компонент для випуску діамонійфосфату), мелену сірку (її спалювання є першим кроком до отримання сульфатної кислоти) та хлорид калію (необхідний для випуску комплексних азотно-фосфорно-калійних добрив, NPK). Імпорт відбувається через порт Парадіп, де компанія має власний причал з глибинам 14 метрів. Від причалу до виробничого майданчику прокладено конвейєр довжиною 3,4 км для транспортування твердих та трубопровід довжиною 3,1 км для перекачування рідких вантажів. Підприємство може одночасно зберігати 120 тисяч тон фосфатів, 55 тисяч тон сірки, 35 тисяч тон хлориду калію, 65 тисяч тон фосфорної кислоти та 40 тисяч тон аміаку.
Із плином часу потужності заводу збільшили та довели до рівня у 1,8 млн тон діамонійфосфату та NPK. Потужність по напівфабрикатах становить не менш ніж 300 тисяч тон фосфорної кислоти та 1,39 млн тон сульфатної кислоти. Останнього досягнули завдяки введенню у 2015-му лінії з випуску сульфатної кислоти продуктивністю 2000 тон на добу.
Майданчик може продукувати 55 МВт електроенергії, при цьому дві черги потужністю по 16 МВт використовують тепло від спалювання сірки.
Компанія Paradeep Phosphates Limited була створена в 1981 році як спільне підприємство між урядом Індії та Республікою Науру. В 1993-му Науру вийшла зі складу учасників, а у 2002-му індійський уряд продав три чверті своєї частки компанії Zuari Maroc Phosphates Private Limited (ZMPPL). Остання належить на паритетних засадах марокканським Zuari Agro Chemicals Limited та OCP Group in Morocco і забезпечує доступ до ресурсів фосфоритів (Марокко є одним зі світових лідерів по видобутку цього виду корисних копалин). У 2003-му ZMPPL викупила весь додатковий випуск акцій, що довело її частку до 81,45%.